# Bergviks församling
För församlingen under medeltiden med detta namn i Hälsingland, se Skogs församling, Uppsala stift
Bergviks församling var en församling i Uppsala stift och i Söderhamns kommun i Gävleborgs län. Församlingen uppgick 2006 i Mo-Bergviks församling.

## Administrativ historik
Församlingen bildades 1914 genom en utbrytning ur Söderala församling och var därefter annexförsamling (kapellförsamling till 1917) i pastoratet Söderala och Bergvik som 1 maj 1917 utökades med Ljusne församling och 1962 med Mo församling. Församlingen uppgick 2006 i Mo-Bergviks församling

## Befolkningsutveckling
| Befolkningsutvecklingen i Bergviks församling 1920–1990       | Befolkningsutvecklingen i Bergviks församling 1920–1990 | Befolkningsutvecklingen i Bergviks församling 1920–1990 | Befolkningsutvecklingen i Bergviks församling 1920–1990 | Befolkningsutvecklingen i Bergviks församling 1920–1990 |
| ------------------------------------------------------------- | ------------------------------------------------------- | ------------------------------------------------------- | ------------------------------------------------------- | ------------------------------------------------------- |
|                                                               |                                                         |                                                         |                                                         |                                                         |
| År                                                            |                                                         |                                                         | Folkmängd                                               |                                                         |
| 1920                                                          | 1920                                                    |                                                         | 2 570                                                   |                                                         |
| 1930                                                          | 1930                                                    |                                                         | 2 841                                                   |                                                         |
| 1940                                                          | 1940                                                    |                                                         | 2 563                                                   |                                                         |
| 1950                                                          | 1950                                                    |                                                         | 2 541                                                   |                                                         |
| 1960                                                          | 1960                                                    |                                                         | 2 440                                                   |                                                         |
| 1970                                                          | 1970                                                    |                                                         | 1 839                                                   |                                                         |
| 1980                                                          | 1980                                                    |                                                         | 1 918                                                   |                                                         |
| 1990                                                          | 1990                                                    |                                                         | 1 933                                                   |                                                         |
| Anm: Källor: Demografiska databasen, CEDAR, Umeå universitet. |                                                         |                                                         |                                                         |                                                         |

## Kyrkor
- Bergviks kyrka

## Geografi
Bergviks församlingsområde ligger väster om Söderhamn och genomflytes av Ljusnan, som här utvidgas till sjön Bergviken (46,6 m ö.h.) i områdets västra del och till sjön Marmen (37,4 m ö.h.) i socknens östra del. Nivåskillnaden mellan de två sjöarna beror på den damm som ligger mitt i samhället Bergvik och som utgör Bergviks kraftstation. Mellan Bergviken i väster och kraftstationen avsmalnar Ljusnan i ett vatten som heter Smalsjön.  Församlingen har skogsbygd i norr och söder. Området är delvis tättbebyggt.
Ljusnan delar upp församlingsområdet i en nordlig och en sydlig del. Norr om älven ligger byarna Vannsätter, Österbacken och Ellervik. Även den norra delen av Bergviks tätort ligger här, liksom Bergviks kyrka. Området genomkorsas av järnvägslinjen Söderhamn-Kilafors. Villberget, Storberget och Lillberget ligger i denna sockendel.
Södra församlingsområdet, som är den till ytan större delen, har Bergviken i väster och Marmen i öster. Södra delen av tätorten Bergvik ligger här. Vidare ligger här byarna Lynäs, Klovheden, Verkmyra, Sunnanå samt Edsäng. I denna sockendel ligger också Gullberget (250 m ö.h.), som är församlingsområdets högsta berg. Andra berg är Trollberget och Mickelberget. Det senaste reser sig strax söder om Bergviks tätort.

### Geografisk avgränsning
Bergviks församlingsområd avgränsas i norr av Mo socken. Vid Floråns mynning i viken Vågen (av Marmen) ligger "tresockenmötet" Bergvik-Mo-Söderala. I nordost gränsar Bergviks församlingsområde mot Söderala församling. Gränsen är i sin helhet en knappt 10 kilometer lång vattengräns som går mitt i Marmen, i vars södra del "tresockenmötet" Bergvik-Söderala-Ljusne ligger. I sydost gränsar sockenområdet till Ljusne församling. Gränsen är cirka 4 kilometer lång och går från Marmen mot sydväst till en punkt i närheten av Gärstjärnen (i Skogs socken). Här ligger "tresockenmötet" Bergvik-Ljusne-Skog.
I söder gränsar församlingsområdet till Skogs socken. Gränsen mot Skog är cirka 10 kilometer lång och sträcker sig västerut till "tresockenmötet" Bergvik-Skog-Segersta, som ligger mitt i Bergvikens östra del. I väster gränsar socknen till Segersta socken i Bollnäs kommun. Denna gräns är cirka 3 kilometer lång och går från Bergviken norrut till Villsjön och "tresockenmötet" Bergvik-Segersta-Mo.

## Historik
År 1924 hade Bergviks kapellförsamling 2 668 invånare och år 1933 hade kapellförsamlingen 2 812 invånare på en yta av 49,11 km².

## Ortnamnet
År 1324 skrevs Beruiic, vilket ursprungligen åsyftade en vik av sjön Bergviken. Namnet har historiskt använts även om den nuvarande Skogs församling. Förledet innehåller ett genitiv ånamnet Bera, vilket troligen har bildats till ordet bera = "björnhona".